# Simon Zeimke
Simon Zeimke (* 17. September 1983 in Nordenham) ist ein deutscher Politiker (CDU). Seit 2023 ist er Mitglied der Bremischen Bürgerschaft.

## Biografie

### Ausbildung, Beruf
Zeimke wuchs in Brake auf und legte 2003 am dortigen Gymnasium das Abitur ab. Er studierte Wirtschaftswissenschaften an der Universität Bremen und schloss das Studium 2011 als Diplom-Ökonom ab. Bis zu seinem Einzug in die Bürgerschaft im Juni 2023 war er als Account-Manager bei der Reply Deutschland SE tätig. Zeimke ist selbstständig als Freelancer und Berater für Online Marketing, Strategie, E-Mail Marketing und Automatisierung.

### Politik
Zeimke ist seit 2003 Mitglied der CDU. Von 2006 bis 2014 war er Mitglied des Stadtrats von Brake. Von 2019 bis 2023 war er Mitglied im Beirat von Oberneuland. Zudem ist er Vorsitzender des CDU-Stadtbezirksverbands Oberneuland.
Zeimke trat bei der Bürgerschaftswahl in Bremen 2015 auf Listenplatz 42 seiner Partei im Wahlbereich Bremen an, verpasste jedoch den Einzug ins Parlament.
Bei der Bürgerschaftswahl 2023 trat er auf Listenplatz 13 seiner Partei im Wahlbereich Bremen an und zog in die Bürgerschaft ein. Er ist Sprecher der Fraktion für Digitalisierung, Medien, Datenschutz und Informationsfreiheit. Er ist Mitglied in der Deputation für Gesundheit und Verbraucherschutz und im Ausschuss für Wissenschaft, Medien, Datenschutz & Informationsfreiheit, Digitalisierung.
Er ist aktuell Sprecher für Datenschutz, Digitalisierung und Medienpolitik der CDU-Fraktion.